# اولی لی
اولی لی (انگلیسی: Olly Lee؛ زادهٔ ۱۱ ژوئیهٔ ۱۹۹۱ بازیکن فوتبال اهل بریتانیا است.
از باشگاه‌هایی که در آن بازی کرده‌است می‌توان به باشگاه فوتبال وستهام یونایتد، باشگاه فوتبال گیلینگام، باشگاه فوتبال بارنت، باشگاه فوتبال داگنم و ردبریج، باشگاه فوتبال بیرمنگام سیتی، باشگاه فوتبال لوتون تاون، و باشگاه فوتبال پلیموث آرگیل اشاره کرد.